# بالاگنج‌افروز
بالاگنج افروز، روستایی است از توابع بخش بابل‌کنار شهرستان بابل در استان مازندران ایران.

## جمعیت
این روستا در دهستان بابل‌کنار قرار دارد و براساس سرشماری مرکز آمار ایران در سال ۱۳۸۵، جمعیت آن ۴۸۱ نفر (۱۱۸خانوار) بوده‌است.